# Église réformée Notre-Dame d'Orny
L'église réformée Notre-Dame est un temple protestant situé sur le territoire de la commune d'Orny, en Suisse. La paroisse est membre de l'Église évangélique réformée du canton de Vaud.

## Histoire
L'église Notre-Dame est attestée dès 1177. Elle subit plusieurs modifications au cours du temps, en particulier l'édifice d'un clocher en pyramide pierre vers la fin du XVe siècle. La dernière modification date de 1991.
Elle est restaurée en 1844-1846 par l'architecte Louis Wenger.
Le bâtiment est inscrit comme bien culturel suisse d'importance régionale. Elle contient en particulier des peintures murales qui sont parmi les plus anciennes du canton de Vaud.